# سوبرمان ولويس (الموسم 3)

سوبرمان ولويس (الموسم 3) هو مسلسل تلفزيوني أمريكي عُرض لأول مرة على شبكة ذا سي دبليو في 14 مارس 2023. بنيت أحداث المسلسل على شخصيات دي سي كوميكس سوبرمان ولويس لين التي أنشأها جيري سيجل وجو شوستر.
المسلسل من بطولة تايلر هوكلن وإليزابيث تولوش في دور الشخصيات المميزة، كلارك كينت/سوبرمان، البطل الخارق، وزوجته لويس لين، أفضل وأشهر مراسلة في العالم. كما عاد في هذا الموسم أيضًا أعضاء فريق التمثيل الرئيسي أليكس جارفين، وإريك فالديز، وإندي نافاريت، وولي باركس، وديلان والش، وإيمانويل شريكي، وتايلر باك، وصوفيا هاسميك. وانضم إليهم مايكل بيشوب – ليحل محل جوردان الساس في دور جوناثان كينت – وتشاد إل كولمان. كما وقع عقد تجديد سوبرمان ولويس الموسم الرابع في يونيو 2023، والذي تأكد لاحقًا على أنه سيكون الموسم الأخير.  

## روابط خارجية
- قائمة حلقات Superman & Lois  على قاعدة بيانات الأفلام على الإنترنت